# Luca da Reggio
Luca Ferrari, meglio conosciuto come Luca da Reggio (Reggio Emilia, 17 febbraio 1605 – Padova, 12 febbraio 1654), è stato un pittore italiano.

## Biografia
Crebbe nella bottega di Alessandro Tiarini, condizionato dagli influssi del vasto cantiere decorativo del Tempio della Beata Vergine della Ghiara, e fu allievo di Guido Reni a Bologna.
La sua attività pittorica si svolse nella nativa Emilia (contribuì alla decorazione pittorica della Basilica della Ghiara e della Chiesa di San Pietro a Reggio Emilia) e, prevalentemente, a Padova e zone limitrofe, dove soggiornò tra il 1639 e il 1643 e venne a contatto con l'opera di Paolo Veronese.
Dal 1650 si ritrasferì a Padova dove realizzò un importante ciclo con le Storie di Antenore.
Per la Chiesa di San Daniele (Padova) dipinse due grandi teleri raffiguranti la vita di San Daniele, descritti già nel '700 come "mal concj", ora perduti.
Nella sua pittura si possono riscontrare ascendenze naturalistiche emiliane combinate con il colorismo veneto.
Suo allievo fu Antonio Domenico Triva.
Morto a Padova, fu sepolto nella chiesa di San Giovanni di Verdara.

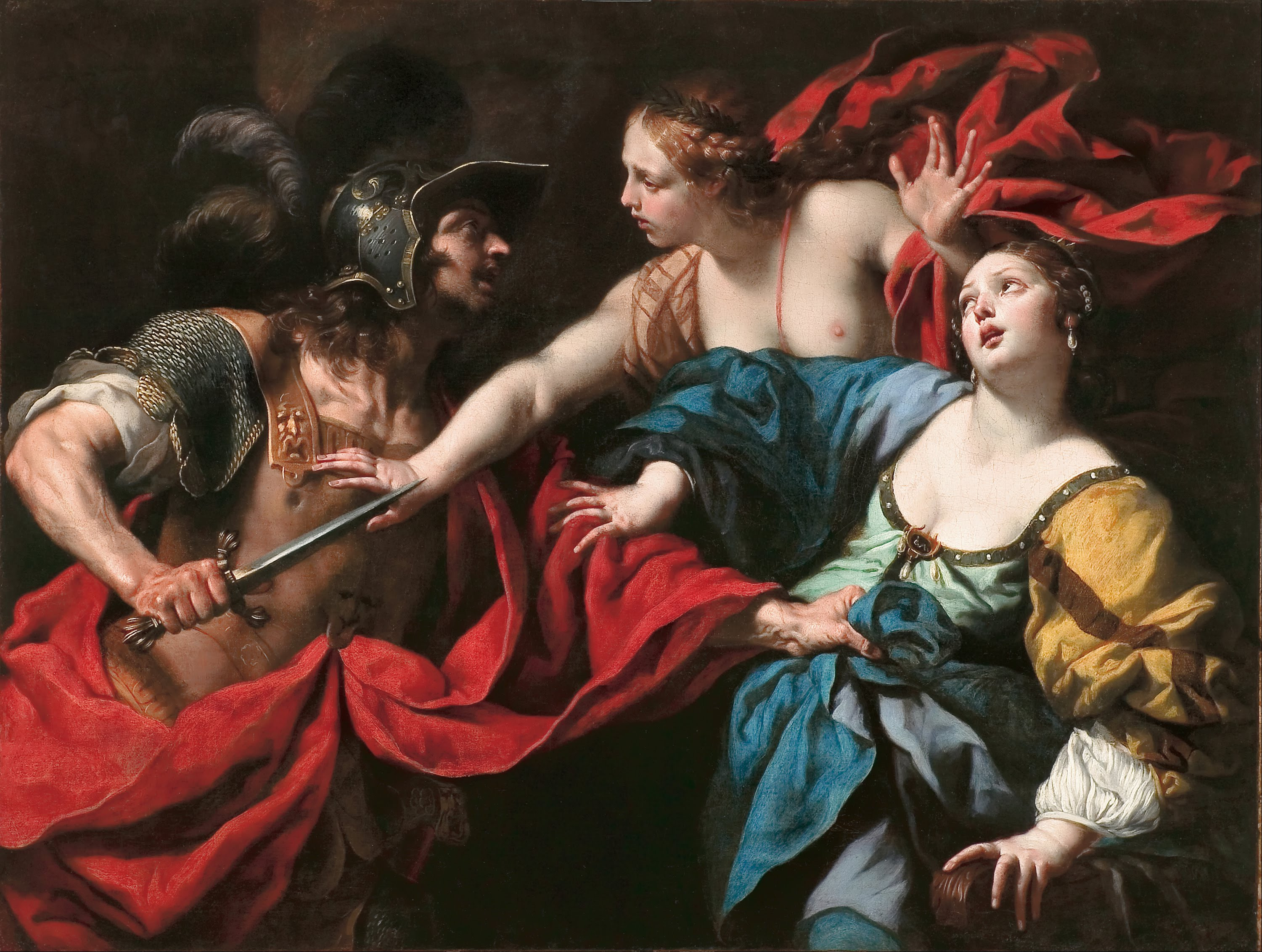
Venere impedisce a suo figlio Enea di uccidere Elena di Troia (c. 1650).